# Kenshō Ono
Kenshō Ono (小野 賢章 Ono Kenshō?,  Prefectura de Fukuoka, Japón, 5 de octubre de 1989) es un actor, seiyū y cantante japonés, actualmente afiliado a Animo Produce. Anteriormente, fue representado por Sunaoka Office. Es conocido por doblar la voz de Harry Potter en la serie cinematográfica, Harry Potter, y por sus numerosos papeles en series de anime y doramas. También, es conocido por interpretar a Tetsuya Kuroko en Kuroko no Basket, Slaine Troyard en Aldnoah.Zero y a Muromachi Tōji en el muy conocido musical de The Prince of Tennis.

## Carrera
Ono se convirtió en actor de voz y protagonizó Toshiie to Matsu. 
En febrero de 2014, lanzó una carrera como cantante con el sencillo "Fantastic Tune". Desde entonces, ha lanzado cuatro sencillos, dos miniálbumes y un álbum completo. Su quinto sencillo en solitario "Five Star" fue lanzado a través de Lantis el 27 de junio de 2018, después de lo cual anunció una gira de verano titulada 'Ono Kensho Live Tour 2018'. 
Ono estuvo representado anteriormente por Sunaoka Office, una subsidiaria de Himawari Theatre Group; sin embargo, ahora está representado por Amino Produce. También ha aparecido en varios animes y series de televisión japonesas. Su primer programa de televisión fue Fafner en Azure: Dead Aggressor (2004).
En 2022, ganó el premio al mejor actor principal en la 16° edición de los Seiyū Awards.

## Vida personal
En febrero de 2017, Ono y Kana Hanazawa confirmaron que estaban saliendo durante una transmisión en vivo que promocionaba el lanzamiento del álbum de Hanazawa, luego de que Shūkan Bunshun publicara acusaciones sobre su relación. El 8 de julio de 2020 anunciaron que se casaron

## Filmografía

### Anime
| Año  | Título                                                             | Papel                             |
| ---- | ------------------------------------------------------------------ | --------------------------------- |
| 2006 | Tsubasa Chronicle                                                  | Chaos                             |
| 2007 | Ghost Hound                                                        | Tarō Komori                       |
| 2007 | Seirei no Moribito                                                 | Yāsamu                            |
| 2008 | Monochrome Factor                                                  | George                            |
| 2008 | Pokémon Diamond & Pearl                                            | Aaron                             |
| 2009 | Michiko to Hatchin                                                 | Lenine                            |
| 2012 | Kuroko no Basket                                                   | Tetsuya Kuroko                    |
| 2012 | Magi: The Labyrinth of Magic                                       | Hakuryuu Ren                      |
| 2013 | Gingitsune                                                         | Satoru Kamio                      |
| 2013 | Kuroko no Basket Season 2                                          | Tetsuya Kuroko                    |
| 2013 | Magi: The Kingdom of Magic                                         | Hakuryuu Ren                      |
| 2013 | Makai Ōji                                                          | Leonard                           |
| 2014 | Aldnoah.Zero                                                       | Slaine Troyard                    |
| 2014 | Bakumatsu Rock                                                     | Sōji Okita                        |
| 2014 | Daiya no Ace                                                       | Raichi Todoroki                   |
| 2014 | Pokemon XY: Mega Evolution                                         | Alain                             |
| 2014 | Shōnen Hollywood: Holly Stage for 49                               | Shun Maiyama                      |
| 2014 | Yu-Gi-Oh! ARC-V                                                    | Yuya Sakaki, Yuri, Zarc           |
| 2015 | Aldnoah Zero Part 2                                                | Slaine Troyard                    |
| 2015 | Charlotte                                                          | Takato                            |
| 2015 | Daiya no Ace: Second Season                                        | Raichi Todoroki                   |
| 2015 | Fafner in the Azure: EXODUS                                        | Sui Kaburagi                      |
| 2015 | Ghost in the Shell: Arise - Alternative Architecture               | Vrinda Jr.                        |
| 2015 | Gintama                                                            | Tasuke Kurokono                   |
| 2015 | Kuroko no Basket Season 3                                          | Tetsuya Kuroko                    |
| 2015 | Maria the Virgin Witch                                             | Joseph                            |
| 2015 | Owari no Seraph                                                    | Mikaela Hyakuya                   |
| 2015 | Owari no Seraph: Nagoya Kessen-hen                                 | Mikaela Hyakuya                   |
| 2015 | Pokemon XY: Mega Evolution                                         | Alain                             |
| 2015 | Samurai Warriors                                                   | Toyotomi Hideyori                 |
| 2015 | Star-Myu: High School Star Musical                                 | Toru Nayuki                       |
| 2015 | Q Transformers: Return of the Mystery of Convoy                    | Hot Rod                           |
| 2015 | Q Transformers: Saranaru Ninki Mono e no Michi                     | Hot Rod                           |
| 2015 | Yu-Gi-Oh! ARC-V                                                    | Yuya Sakaki, Yuri                 |
| 2016 | Bungō Stray Dogs                                                   | Ryūnosuke Akutagawa               |
| 2016 | Bungō Stray Dogs 2                                                 | Yuu (ep. 14), Ryūnosuke Akutagawa |
| 2016 | Endride                                                            | Shun Asanaga                      |
| 2016 | Luck & Logic                                                       | Yoshichika Tsurugi                |
| 2016 | Momokuri                                                           | Seiichiro Usami                   |
| 2016 | Pocket Monsters: XY&Z                                              | Alan                              |
| 2016 | Prince of Stride: Alternative                                      | Hozumi Kohinata                   |
| 2016 | ReLIFE                                                             | Arata Kaizaki                     |
| 2016 | Tanaka-kun wa Itsumo Kedaruge                                      | Tanaka                            |
| 2016 | Tsukiuta. The Animation                                            | Iku Kannazuki                     |
| 2016 | WORKING!!                                                          | Yuta Shindo                       |
| 2016 | Yuri!!! on Ice                                                     | Phichit Chulanont                 |
| 2017 | Ani ni Tsukeru Kusuri wa Nai!                                      | Kai Xin                           |
| 2017 | Boruto: Naruto Next Generations                                    | Shikadai Nara                     |
| 2017 | Ren'ai Bōkun                                                       | Aino Seiji                        |
| 2017 | Roku de Nashi Majutsu Kōshi to Akashic Records                     | Leos Kleitos                      |
| 2017 | Shingeki no Bahamut: Virgin Soul                                   | Visponti Alessand                 |
| 2017 | Tsurezure Children                                                 | Masafumi Akagi                    |
| 2018 | Attack on Titan                                                    | Floch Forster                     |
| 2018 | Hakata Tonkotsu Ramens                                             | Chihiro "Enokida" Matsuda         |
| 2018 | Hōshin Engi                                                        | Taikōbō                           |
| 2018 | Idolish7                                                           | Riku Nanase                       |
| 2018 | JoJo's Bizarre Adventure: Golden Wind                              | Giorno Giovanna                   |
| 2018 | Tokyo Ghoul:re                                                     | Shikorae                          |
| 2018 | Tsurune                                                            | Shū Fujiwara                      |
| 2019 | Babylon                                                            | Atsuhiko Fumio                    |
| 2019 | Bem                                                                | Belo                              |
| 2019 | Bungō Stray Dogs 3                                                 | Ryūnosuke Akutagawa               |
| 2019 | Daiya no Ace Act II                                                | Todoroki Raichi                   |
| 2019 | Dōkyonin wa Hiza, Tokidoki, Atama no Ue.                           | Mikazuki Subaru                   |
| 2019 | Fairy Tail                                                         | Larcade Dragneel                  |
| 2019 | Vinland Saga                                                       | Canuto                            |
| 2020 | Ikebukuro West Gate Park                                           | Kurō                              |
| 2020 | Itai no wa Iya nano de Bōgyoryoku ni Kyokufuri Shitai to Omoimasu. | Pain                              |
| 2020 | Kitsutsuki Tantei-dokoro                                           | Taro Hirai                        |
| 2020 | Shingeki no Kyojin The Final Season                                | Floch Forster                     |
| 2020 | Taiso Samurai                                                      | Leonardo Sturges                  |
| 2020 | Uchitama?! Have you seen my Tama?                                  | Pochi Yamada                      |
| 2021 | 2.43: Seiin High School Boys Volleyball Team                       | Kimichika Haijima                 |
| 2021 | Back Arrow                                                         | Bit Namital                       |
| 2021 | Dr. Stone: Stone Wars                                              | Ukyo Saionji                      |
| 2021 | Komi-san wa, Komyushō desu.                                        | Mono Shinobimono                  |
| 2021 | My Hero Academia Season 5                                          | Oboro Shirakumo                   |
| 2021 | SK∞ the Infinity                                                   | Tadashi Kikuchi                   |
| 2021 | Vivy: Fluorite Eye’s Song                                          | Tatsuya Saeki                     |
| 2022 | Aoashi                                                             | Taira Nakamura                    |
| 2022 | Love All Play                                                      | Taichi Higashiyama                |
| 2022 | Spy × Family                                                       | Yuri Briar                        |
| 2022 | Summer Time Rendering                                              | Sō Hishigata                      |
| 2022 | Tomodachi Game                                                     | Kei Shinomiya                     |
| 2022 | Yofukashi no Uta                                                   | Mahiru Seki                       |
| 2023 | Bungō Stray Dogs Season 4                                          | Ryūnosuke Akutagawa               |
| 2023 | Jigokuraku                                                         | Yamada Asaemon Tōma               |
| 2023 | Tsurune Season 2                                                   | Shū Fujiwara                      |
| 2023 | Vinland Saga 2nd Season                                            | Canute                            |

### ONAs
- Momokuri – Seiichiro Usami

### OVAs
- Beyond (The Animatrix) (2003) – Manabu
- Submarine 707R (2003) – Kenji Manahaya
- Coicent (2011) – Kakimono, Shinichi
- Ghost in the Shell: Arise (2014) – Vrinda, Jr.

### Animación teatral
- Legend of the Millennium Dragon (2011) – Jun Tendo
- Saint Seiya: Legend of Sanctuary (2014) – Cygnus Hyōga
- Boruto: Naruto the Movie (2015) – Shikadai Nara
- Koe no Katachi (2016) - Tomohiro Nagatsuka
- Kuroko no Basket: Last Game (2017) - Tetsuya Kuroko
- Bungō Stray Dogs: Dead Apple (2018) - Ryūnosuke Akutagawa

### Videojuegos
- Arknights: Thorns
- Winnie the Pooh: Pre School – Christopher Robin
- Psychonauts – Razputin "Raz" Aquato
- Eureka Seven vol.1: New Wave – Natabachi's brother
- Shinreigari/Ghost Hound DS – Tarō Kōmori
- Ikemen Sengoku: Toki wo Kakeru ga Koi wa Hajimaranai - Sanada Yukimura (reemplazando a Yoshimasa Hosoya)[4]
- Owari no Seraph: Unmei no Hajimari - Mikaela Hyakuya
- Sky Crawlers: Innocent Aces – Kō Ukumori
- Dissidia 012 Final Fantasy – Vaan
- Tokyo Ghoul: Jail – Rio
- Yu-Gi-Oh-ARC-V Tag Force Special – Yuya Sakaki
- Bungō Stray Dogs - Ryūnosuke Akutagawa
- Idolish7 – Nanase Riku
- Saint Seiya Awakening: Knights of the Zodiac - Nachi de Lobo
- Genshin Impact – Diluc
- Psychonauts 2 – Razputin "Raz" Aquato
- Metaphor: ReFantazio – Leon Strohl de Haliaetus

### Radio dramas
- Samurai Shodown: Warriors Rage (Radio Drama) – Seishiro Kuki
- Kuroko no Basket – Tetsuya Kuroko

### CD dramas
- Owari no Seraph - Mikaela Hyakuya
- Tsukiuta – Kannadzuki Iku

### Películas
- Shōnen H – Icchan
- Hōtai Club
- DIVE!!

### Dramas
- Taiga drama: Toshiie to Matsu (2002) – Maeda Toshinaga
- Taiga drama: Fūrinkazan (2007) – Yoriyuki Suwa (Eps. 14-15)
- Shinigami no Ballad – Maruyama
- Iwo Jima – Iwao Yamada
- Tantei Gakuen Q – Junya Kameda (Eps. 4-5)
- Hakata Stay Hungry – 博多ステイハングリ

### Doblaje
- Daniel Radcliffe
  - Harry Potter – Harry Potter
  - December Boys – Maps
  - The Woman in Black – Arthur Kipps
  - A Young Doctor's Notebook – Doctor joven
  - Kill Your Darlings – Allen Ginsberg
  - Horns – Ignatius "Ig" Perrish
  - Victor Frankenstein – Igor Straussman
- Jeepers Creepers 2 – Billy Taggart (Shaun Fleming)
- Max Keeble's Big Move – Max Keeble (Alex D. Linz)
- Yo, él y Raquel – Greg Gaines (Thomas Mann)
- Mystic River – Dave Boyle joven (Cameron Bowen)
- Pearl Harbor – Rafe McCawley joven (Jesse James)
- Los pilares de la Tierra – Eustace (Douglas Booth)
- Seabiscuit – Red Pollard joven (Michael Angarano)

#### Animación
- Return to Never Land – Slightly
- Toy Story 3 – Andy Davis
- Spider-Man: Un nuevo universo - Miles Morales/ Spider-Man
- Spider-Man: Across the Spider-Verse¨- Miles Morales/ Spider-Man

## Teatro
1999
- 少年H

2001
- Elisabeth – Rudolf joven
- El rey león – Simba joven

2003
- Sans Famille - Capi

2004
- Sans Famille - Capi

2005
- The Secret Garden - Dickon

2006
- Sans Famille - Capi

2007
- 忘れられない人

2008
- イタズラなKiss 〜恋の味方の学園伝説〜
- Night on the Galactic Railroad
- ダブルブッキング
- メモリーズ3 -サードオファー 〜かつてすごし日々を愛でるということ〜

2009
- abc〜青山ボーイズキャバレー〜
- オアシスと砂漠〜Love on the planet〜
- Break Through! (パッチギ! Pacchigi!)
- Banana Fish

2010
- 源氏物語featuring大黒摩季〜ボクは十二単に恋をする〜
- コエラカントゥス〜深海 眠る君の声〜

2011
- Musical Prince of Tennis - Second Season - Muromachi
- 東北地方太平洋沖地震チャリティー公演 ポチッとな。 -Switching On Summer-

2012
- Musical Prince of Tennis - Second Season - Muromachi
- HYBRID　PROJECT　Vol.6『FLYING PANCAKE』
- ASSH 第16回公演「雷ケ丘に雪が降る」
- 男子ing!!
- ふしぎ遊戯〜青龍編〜
- クリエイティヴ零-zero- プロデュース　vol.1『逆境ナイン』
- アトリエ・ダンカンプロデュース「観る朗読劇「100歳の少年と12通の手紙」アンコール公演」12月26日

2013
- 朗読劇『しっぽのなかまたち2』恵比寿エコー劇場（2013年4月-5月）
- 朗読劇 極上文學第4弾「藪の中」俳優座劇場（2013年6月）- 多襄丸 役

2014
- 劇団ヘロヘロQカムパニー第29回公演「トンボイ!!」
- Musical Prince of Tennis - Second Season - Muromachi
- animoproduce 第1回舞台公演「MY LIFE 〜今よりも、少しだけ高い場所へ〜」
- 朗読劇 極上文學第6弾「ドグラ・マグラ」紀伊國屋サザンシアター　7月（青年I（アイ））
- SOLID STAR プロデュースVol.2「ヨビコー！」　10月22日～10月26日
- 劇団ヘロヘロQカムパニー第30回公演「DARK CROWS トキノソラ」　11月29日～12月7日

2015
- ラフィングライブ旗揚げ公演「パパ、アイ・ラブ・ユー！」　4月15日～4月20日
- 劇団チョコレートケーキ with バンダ・ラ・コンチャン「ライン（国境）の向こう」12月～2016年1月

2016
- Kuroko no Basuke Stage - Kuroko Tetsuya　4月8日 - 24日

## Premios y nominaciones
| Año  | Premio                | Categoría           | Resultado |
| ---- | --------------------- | ------------------- | --------- |
| 2014 | JpopAsia Music Awards | Mejor artista nuevo | Ganador   |